# Erebia irisescens
Erebia irisescens är en fjärilsart som beskrevs av Goltz 1930. Erebia irisescens ingår i släktet Erebia och familjen praktfjärilar. Inga underarter finns listade i Catalogue of Life.